# Hoehyeon-dong, Seoul
Hoehyeon-dong (koreanska: 회현동)  är en stadsdel i stadsdistriktet Jung-gu i Sydkoreas huvudstad Seoul.
Seouls järnvägsstation ligger på gränsen mellan Namyeong-dong och Hoehyeon-dong.